# La carretera (Cormac McCarthy)
La carretera (The road, títol original en anglès) és una novel·la de l'escriptor nord-americà Cormac McCarthy publicada el 2006.
Va ser la guanyadora del Premi Pulitzer de ficció de l'any 2007, del premi de ficció del James Tait Black Memorial Prize, del Believer Book Award El 2012, el llibre s'inclogué a la llista Best of the James Tait Black. En català fou traduïda per Rosa Borràs i publicada el setembre de 2007 per Edicions 62 dintre la col·lecció Les Millors Obres de la Literatura Universal / Segle XX.
El 2009 es va estrenar una adaptació cinematogràfica de la novel·la, dirigida per John Hillcoat i escrita per Joe Penhall. Els protagonistes foren Viggo Mortensen i Kodi Smit-McPhee. La producció va tenir lloc a Louisiana, Oregon i diversos llocs de Pennsilvània.

## Síntesi
En un món postapocalíptic un pare i un fill, que en cap moment tenen nom ni se'ls anomena, sobreviuen com poden entre la foscor, el fred, la pluja i una cendra que ho cobreix tot i que els obliga a portar màscares. Volen arribar al mar per veure si realment hi troben un clima més amable o tot és igual. Segueixen com poden el curs d'una carretera empenyent un carretó, que hauran d'abandonar per culpa de la neu, però que després en trobaran un altre. En el seu camí eviten trobar-se amb altres humans, ja que s'ha estès el costum de menjar-se entre ells. El pare diu al seu fill que tothom és dolent i que no cal ajudar ningú; el fill té els seus dubtes.
Arriben a la costa, després d'un dur camí, amb fred i gana, sort en tenen d'un refugi ben assortit que troben, però també es topen amb un magatzem d'humans que serveixen d'aliment per a d'altres, un grup de tres persones que s'intentaven menjar un nadó... La platja és igual de freda i trista que la resta del món. La desolació és total.
El pare està malalt i amb el fred empitjora, té el clar determini de matar el seu fill per no deixar-lo sol en aquell món abans no mori, però quan arriba el moment no ho pot fer. El nen té sort i en aquells moments arriba un grup de persones que aparentment se'n fa càrrec.
La novel·la mostra un món futur on no hi ha res, ni esperança, perquè la vida ha desaparegut i només queden humans disposats a matar-se entre ells per alimentar-se. L'angoixa és constant, amb una escriptura àgil, cubista, diàlegs ràpids i punyents... Al final, es mostra com l'amor del pare pel fill és l'únic que els manté vius i l'únic que mostra un bri d'esperança, ja que no el mata i altres se'n fan càrrec.